# Entosthodon rubiginosus
Entosthodon rubiginosus là một loài Rêu trong họ Funariaceae. Loài này được (R.S. Williams) Grout mô tả khoa học đầu tiên năm 1935.